# T. Sturge Moore

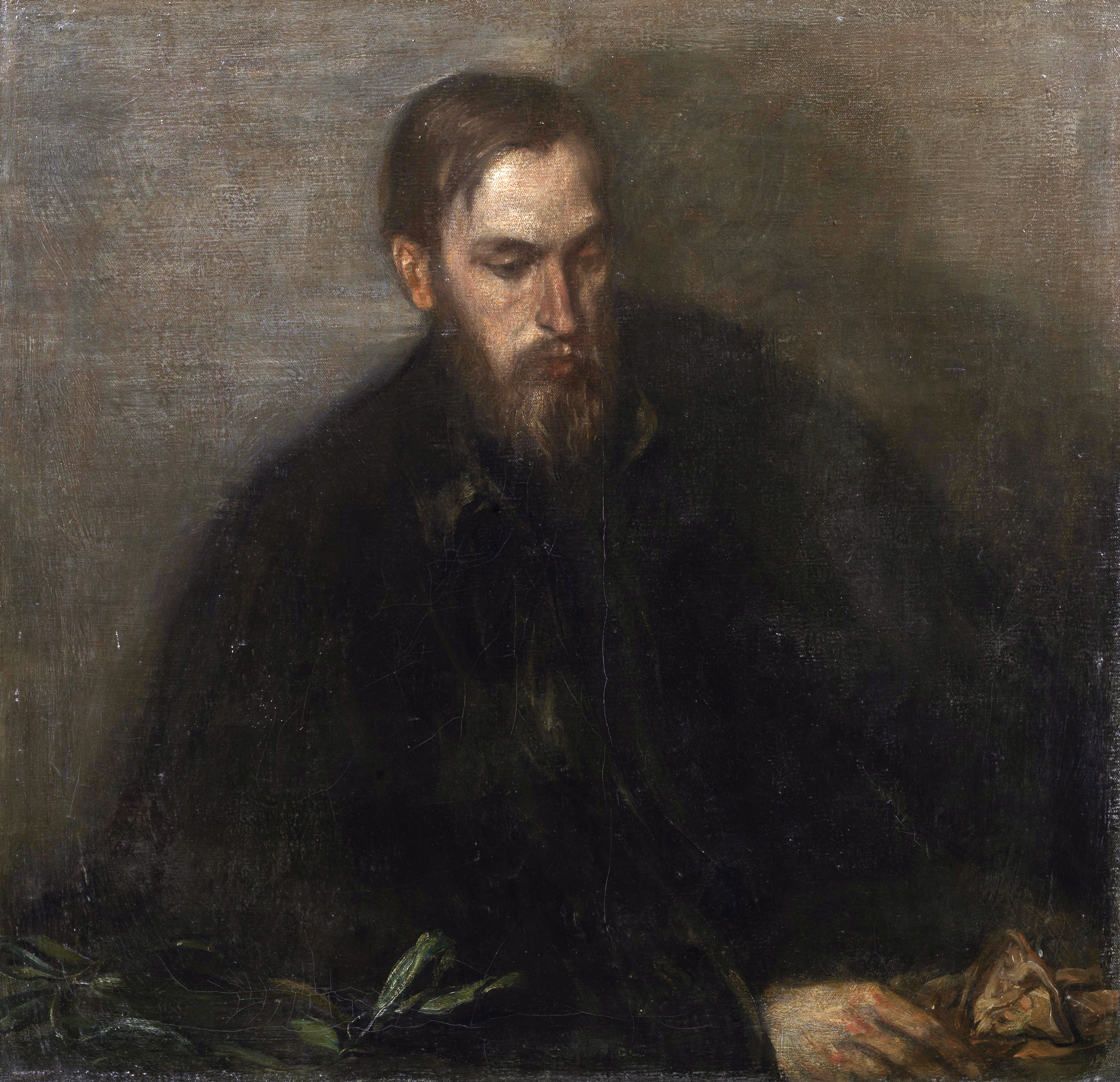
Thomas Sturge Moore (Charles Shannon)

Thomas Sturge Moore (* 4. März 1870 in Hastings; † 18. Juli 1944 in Windsor) war ein englischer Schriftsteller und Holzschneider.

## Biografie
Moore veröffentlichte 1890 seine Schrift Two Poems privat, es folgte 1899 The Vinedresser and other Poems als seine erste reguläre Veröffentlichung. The Vinedresser and other Poems beeindruckte Laurence Binyon, der Moore daraufhin mit William Butler Yeats bekannt machte, woraus sich eine lebenslange Freundschaft der beiden entwickelte. 1901 gründete er mit Florence Farr und Thomas Ricketts den Literary Theatre Club. 1904 wurde Moore, der u. a. Bücher von Yeats illustrierte, in die Society of Twelve, eine Gruppe von Holzschneidern und Lithografen, aufgenommen.
1911 wurde Moore in die Royal Society of Literature aufgenommen und 1912 zu einer Zeit, als er begonnen hatte, Rabindranath Tagore zu übersetzen, verkehrte er mit Harold Monro und ging in dessen Poetry Bookshop. Edward Marsh nahm Beiträge von ihm in die Sammlung Georgian Poetry 1911 – 12 (1912) auf. Zwischen 1931 und 1933 erschienen seine Collected Poems in 4 Bänden.

## Werke
- Thomas Sturge Moore im Projekt Gutenberg
- Georgian Poetry 1911 – 12 im Projekt Gutenberg